# 패트릭 블래킷
블래킷 남작 패트릭 메이너드 스튜어트 블래킷(영어: Patrick Maynard Stuart Blackett, Baron Blackett, OM, CH, FRS, 1897년 11월 18일 ~ 1974년 7월 13일)은 노벨 물리학상을 수상한 영국의 실험물리학자이다. 안개 상자, 우주선 그리고 고지자기학분야의 업적으로 잘 알려져 있다.

## 생애
블래킷은 케임브리지 대학교를 졸업하고 제1차 세계 대전 때 해군 장교로 참가하였다. 캐번디시 연구소에서 실험 물리학자로 어니스트 러더퍼드와 연구하였다. 러더퍼드는 알파 입자(헬륨 핵)를 질소 원자 핵에 충돌시켰을 때 질소입자가 분해된다는 것을 발견하였고, 블래킷에게 안개 상자를 이용하여 질소 원자 핵의 분해 현상의 입자들의 흔적을 찾아보기를 부탁했다. 1924년까지 블래킷은 23,000장의 사진을 찍어서 415,000개의 이온화된 입자들의 흔적을 찾아냈다. 이 중 8개 사진에서는 헬륨핵과 질소핵이 합쳐져서 플루오린핵을 형성하였다가 산소 동위 원소와 수소로 분해되는 현상이 나왔다.
1932년, 블래킷은 주세페 오키알리니와 같이 일하면서, 우주선 입자가 챔버를 통과할 때 사진을 찍는 가이거 계수기 장치를 고안하였고 500여개의 고에너지 우주선 입자들의 자취를 발견하였다. 1933년 이 자취들 중에서 블래킷은 양전자의 존재를 증명하는 14개의 자취를 발견하였고, 오늘날 잘 알려진 전자-양전자 쌍생성을 보여주는 두 입자가 생성되어 반대 방향의 나선 차취를 보여주는 사진을 발견하였다.
이 업적과 방사선 소멸(annihilation radiation)에 관한 연구로 블래킷은 선구적인 반물질 전문가 중의 한사람으로 알려졌으며, 1937년 맨체스터 대학교 교수가 되었다.
1947년 블래킷은 지구의 자기장이 자전에 관련이 된다는 이론을 도입하였고, 그는 이를 통해서 전자기력과 중력을 합칠수 있기를 기대했다. 그는 자신의 이론을 증명하기 위해 수년간 고품질의 자기검출기(magnetometer)를 개발하였으나, 결국에는 큰 효과를 얻지 못하였다. 그러나, 이 분야에 관한 연구를 통하여 그는 지구물리학에 관심을 갖게 되었고 고지자기학에 관련된 데이터 처리를 도왔으며, 대륙 이동설에 강력한 증거를 제공하는 데 도움을 주었다.
원자학과 우주선 등의 연구에 이바지한 공으로 1948년 노벨 물리학상을 받았다.

## 서훈
- 1965년 컴패니언 오브 아너(CH; Order of the Companions of Honour)
- 1967년 메리트 훈장(OM)
- 1969년 남작 서임(Baron Blackett of Chelsea)

## 참고 문헌

### 내용주
1. ↑  Royal Naval College, Osbourne

### 참고 자료
- 이 문서에는 다음커뮤니케이션(현 카카오)에서 GFDL 또는 CC-SA 라이선스로 배포한 글로벌 세계대백과사전의 내용을 기초로 작성된 글이 포함되어 있습니다.